# Криптоніт
Криптоніт (англ. Kryptonite) — вигадана кристалічна радіоактивна речовина, яка фігурує у всесвіті DC Comics, що виникла в результаті руйнування планети Криптон. Криптоніт знаменитий завдяки тому, що є єдиною слабкістю Супермена та інших криптонців — він здатний впливати на них, але вплив відрізняється залежно від кольору мінералу. Завдяки популярності Супермена слово «криптоніт» багато в чому стало поширеним аналогом виразу «ахіллесова п'ята». Вперше з'явився в серії радіошоу, присвячених Супермену. Найчастіше показується в коміксах і кіно в зеленій формі, яка позбавляє героя сил і може вбити його.

## Походження
Неопубліковане оповідання 1940 року під назвою «К-метал з Криптона», написане творцем Супермена Джеррі Сігелом, зображало прототип криптоніту. Це був мінерал з планети Криптон, який позбавляв Супермена його сили, даючи надлюдські сили смертним. Це оповідання було відхилено, оскільки в ньому Супермен розкриває свою особистість Лоїс.
Мінерал, відомий як криптоніт, було введено в радіосеріалі «Пригоди Супермена», в оповіданні «Метеор із Криптона», що транслювалось у червні 1943 року. Неканонічне оповідання стверджує, що криптоніт було введено, щоб дати актору озвучування Супермена Баду Коллаєру можливість узяти відпустку в той час, коли радіосеріал був у живому виконанні. В епізоді, де Коллаєр не був присутній для виконання, Супермен був недієздатним через криптоніт, а замінник актора озвучування робив звуки стогонів. Ця казка розповідалася Джуліусом Шварцом у його мемуарах. Однак, історик Майкл Дж. Гайд оскаржив це: у «Метеорі з Криптона» Супермен ніколи не зазнавав упливу криптоніту. Якщо криптоніт дозволив Коллаєру брати відпустки, вони були додатковою перевагою, що виявилася пізніше. Ймовірніше, криптоніт було введено як пристрій сюжету для Супермена для виявлення його походження.
У радіосеріалі Криптон розташовувався у тій самій сонячній системі, що й Земля, на тій самій орбіті, але по той бік Сонця. Це забезпечило легке пояснення того, як криптоніт знайшов свій шлях на Землю.
Криптоніт було включено до міфології коміксів у «Супермен» №61 (листопад 1949). Редакторка Дороті Вулфолк заявила в інтерв'ю «Florida Today» у серпні 1993 року, що вона «відчувала невразливість Супермена нудною».

## Різновиди
За роки публікації коміксів про Супермена було створено різноманітні форми криптоніту.
Зелений криптоніт
Спочатку червоного кольору, вперше з'явився в коміксі «Супермен» №61 (листопад 1949), а в Action Comics №161 (серпень 1951) набув характерного зеленого відтінку. Зелений криптоніт ослабляє Супермена й інших криптонців, а в разі тривалого впливу вбиває. Персонажі показували імунітет до ефектів зеленого криптоніту або внаслідок довгострокового поглинання сонячного світла, або надзвичайно високого короткочасного впливу Сонця. Після-Кризові джерела встановлюють, що зелений криптоніт також шкідливий для людей: достатньо тривале випромінювання може викликати рак, як виявив Лекс Лютор з персня з криптонітом, який він носив для запобігання присутності Супермена.
Червоний криптоніт
Дебютував у Adventure Comics №252 (вересень 1958). Спочатку він просто ослабляв Супермена, але в більшій мірі за зелений криптоніт. Пізніше червоний криптоніт було описано як причину дивної поведінки чи химерних трансформацій, хоча й тимчасових і несмертельних. Зазвичай минає за три дні[джерело?].
Антикриптоніт
Дебютував у Action Comics №252 (травень 1959). Нешкідливий для криптонців, але має той самий ефект, що й зелений різновид на звичайних людей. Антикриптоніт є також джерелом енергії для однієї з версій Ультрамена — злого двійника Супермена з антиматеріального всесвіту.
Ікс-криптоніт
Дебютував у Action Comics №261 (січень 1960). Створений Карою Зор-Ел як невдала спроба знайти протиотруту від зеленого криптоніту. Нешкідливий для криптонців, цей мінерал дає звичайним формам життя надлюдські здібності, як у випадку з котом Супердівчини Стрікі. Переглянутий в Родині Супермена №203 (жовтень 1980) на той самий ефект, що й зелений різновид на криптонців.
Синій криптоніт
Дебютував у «Супермен» №140 (жовтень 1960). Недосконала форма криптоніту, що впливає на недосконалих персонажів, як-от Бізарро, так само, як зелений криптоніт на Супермена. Синій криптоніт також впливає на членів Ліги Бізарро і так само. Синій криптоніт є протиотрутою від довільних і химерних наслідків червоного криптоніту.
Білий криптоніт
Дебютував у Adventure Comics №279 (грудень 1960). Вбиває будь-яку рослинну форму життя з будь-якого світу.
Червоно-зелений криптоніт, перший різновид
Дебютував у Action Comics №275 (квітень 1961). Сплав, створений лиходієм Брейніаком, який змушує Супермена тимчасово мутувати, відрощуючи третє око на потилиці.
Золотий криптоніт
Дебютував у Adventure Comics №299 (серпень 1962). Впливає на атомну радіацію, здатний назавжди позбавити криптонця здатності обробляти світло жовтого сонця, що скасовує його надлюдські здібності. Після Кризи цей криптоніт лише тимчасово забирає сили криптонців (у Супермен 2 це зробила кристальна кімната в Суперменовій Фортеці Самотності, хоча зазначений процес було скасовано зеленим кристалом Джор-Ела).
Червоно-зелено-синьо-золотий криптоніт
Дебютував у «Супермен» №162 (липень 1963). Вигадана історія, в якій Супермен сполучив мінерали для живлення пристрою розширення інтелекту. Трапився вибух і розділив героя на дві окремі істоти (Супермен-Синій і Супермен-Червоний), обидва з яких володіли покращеним інтелектом.
Срібний криптоніт
Дебютував у Приятель Супермена Джиммі Олсен №70 (липень 1963). Як показав Джиммі Олсен, є вигадкою. Після Кризи срібний криптоніт уперше з'явився в Супермен/Бетмен №46 (квітень 2008), змодельований після версії, що з'явилася в телесеріалі «Таємниці Смолвіля»[джерело?]. Змушує криптонців страждати від зміненого сприйняття, втрати стримування та надзвичайного голоду[джерело?]. В телесеріалі «Супердівчина» срібний криптоніт змусив Супермена бачити його «найбільший страх» у вигляді генерала Зода, що атакує, в останньому епізоді другого сезону «Тим не менше, вона наполягала»[джерело?].
Коштовний криптоніт
Дебютував у Action Comics №310 (березень 1964). Фрагменти Коштовних гір Криптона. Посилює психічні здібності злочинців, ув'язнених у Фантомній зоні, дозволяючи їм проектувати ілюзії чи контролювати розум.
Бізарро-червоний криптоніт
Дебютував у Приятель Супермена Джиммі Олсен №80 (жовтень 1964). Впливає на людей так само, як і червоний криптоніт на криптонців.
Червоно-зелений криптоніт, другий різновид
Дебютував у «Superboy Comics» №121 (червень 1965). Змусив Супербоя назавжди втратити свої сили, але злочинець Фантомної зони Вакокс мимоволі вилікував його, відновивши сили.
Червоно-золотий криптоніт
Дебютував у «Супермен» №178 (липень 1965). Тимчасово позбавляє криптонців їхніх спогадів.
Магно-криптоніт
Дебютував у Приятель Супермена Джиммі Олсен №92 (квітень 1966). Створений лиходієм містером Неро, притягує всі речовини криптонського походження.
Червоно-зелено-золотий криптоніт
Дебютував у «Супермен» №192 (січень 1967). Вигадана історія, в якій сплав назавжди позбавив Супермена сил і спогадів про себе як Супермена.
Повільний криптоніт
Дебютував у The Brave and the Bold №175 (червень 1981). Модифікована версія зеленого криптоніту, вироблена лиходієм Металло, яка вражає людей подібно до зеленого різновиду.
Криптоніт-ікс
Дебютував у «Пригоди Супермена» №511 (квітень 1994). Одноразова випадковість, криптоніт-ікс було створено, коли Ерадикатор пробивав шкідливе загородження криптоніту, встановлене Кіборгом-Суперменом навколо Супермена. Наслідок був на користь Супермена, перезарядивши та відновивши його здатність обробляти сонячне випромінювання.
Рожевий криптоніт
Дебютував у «Супердівчина», том 4 №79 (квітень 2003). Здається, перетворює криптонців на гомосексуалів. Згадується на єдиній панелі коміксу, що є сатирою сюжетів багатьох коміксів Срібного віку (деякі з них зазначено вище), що зображають деякі дивні нові різновиди криптоніту. В короткій історії Justice League Action «Істинні кольори» змінює стать криптонців.
Чорний криптоніт
Дебютував у «Супердівчина», том 5 №2 (жовтень 2005). Може розділити криптонця на дві окремі сутності: добру та злу (криптоніт, вироблений лиходіями Супермен 3, так само впливав на Людину зі сталі).
Помаранчевий криптоніт
Дебютував у Суперпес Крипто №4 (лютий 2007). Надає надздібності протягом доби будь-якій тварині, з якою контактує.
Барвінковий криптоніт
Дебютував у «Пригоди родини Супермена» №9 (березень 2013). Неканонічна історія. Вплив на барвінковий криптоніт позбавляє криптонців будь-якого стримування.
Жовтий криптоніт
Дає можливість так званій Темряві проникнути в душу криптонця й у разі слабкого опору захопити її[джерело?].